# Charles Gwynn
Pour les articles homonymes, voir Gwynn.
Charles William Gwynn, né le 4 février 1870 à Ramelton dans le comté de Donegal et mort le 12 février 1963 à Dublin, est un officier, géographe, explorateur et écrivain irlandais.

## Biographie
Charles William Gwynn est le quatrième fils de John Gwynn (1827-1917), professeur Regius de théologie au Trinity College de Dublin, et de son épouse, Lucy Josephine (1840-1907), fille du nationaliste irlandais William Smith O'Brien. Il fait ses études au St. Columba's College de Dublin et à la Royal Military Academy de Woolwich.
Il est nommé sous-lieutenant dans les Royal Engineers le 15 février 1889.
Promu lieutenant le 15 février 1892, il sert activement en Afrique de l'Ouest de 1893 à 1894 dans des opérations contre les Sofas et, en 1897, rejoint la section géographique de la branche du renseignement du War Office. A la suite de la reconquête du Soudan sur le Mahdi, Gwynn y entreprend des travaux d'arpentage, restant jusqu'en 1904. Avec Herbert Henry Austin, il complète la carte du massif éthiopien de Christian de Bonchamps et détermine les limites entre les bassins de la Sobat et du Nil Bleu.
Il est promu capitaine le 15 février 1900, reçoit un brevet de major le jour suivant et est nommé Compagnon de l'Ordre de Saint-Michel et Saint-Georges (CMG) pour son travail d'arpentage déterminant la frontière controversée entre l'Éthiopie et le Soudan. Il fréquente le Staff College de Camberley de 1905 à 1906.
En juin 1911, il est envoyé en Australie comme instructeur au Collège militaire royal de Duntroon, dont il est directeur de l'art militaire, enseignant aux cadets la tactique, la stratégie et l'histoire militaire, avec le grade de lieutenant-colonel. Pendant une grande partie de son séjour là-bas, il agit comme commandant tandis que le chef du Collège, le général de brigade W.T. Bridges, est en tournée. Avec le déclenchement de la Première Guerre mondiale, il retourne en Angleterre, où il cherche sans succès une affectation en France. En juillet 1915, il est envoyé au Moyen-Orient et est nommé officier d'état-major général de grade 1 (GSO1) de la 2e division australienne à Gallipoli. Il a finalement été affecté au poste de chef d'état-major du IIe Corps d'Anzac, poste qu'il occupe jusqu'à la fin de la guerre. Il est présent à la bataille de Messines en juin 1917. Son frère, Stephen, et le fils de Stephen, Denis, ont également servi pendant la Grande Guerre.
Il est nommé Compagnon de l'Ordre du Bain en 1918. Au cours de la Grande Guerre, il est mentionné six fois dans des dépêches, reçoit les grades brevetés de lieutenant-colonel et de colonel et reçoit la Croix de Guerre belge et la Légion d'honneur française.
Après la Première Guerre mondiale, il sert dans diverses affectations d'état-major. En mai 1926, il est nommé commandant du Staff College de Camberley. À sa retraite en 1931, il est nommé Chevalier Commandeur de l'Ordre du Bain.
Après sa retraite, en 1934, le major-général Gwynn écrit Imperial Policing, désormais considéré comme un classique dans le domaine des conflits de faible intensité et des petites guerres.

### Famille
En 1904, il épouse Mary (Molly) Armstrong, veuve du lieutenant Lowry Armstrong de la Royal Navy. Molly Gwynn a eu une fille de son premier mari, nommée Margery Armstrong. Charles Gwynn n'a pas eu d'enfants. Molly Gwynn est décédée en 1951. Charles Gwynn a passé ses dernières années à Dublin, où il est décédé en 1963 à l'âge de 93 ans.

## Publications
- The Frontiers of Abyssinia: a retrospect, in Journal of the Royal African Society, vol. 36, no 143, avril 1937, p. 150–161
- 1934 : Imperial Policing, Londres, Macmillan
- 1939-1946 : The Second Great War: A Standard History, 9 volumes, The Waverley Book Company Ltd in association et Amalgamated Press, édités par John Alexander Hammerton.

## Photographies

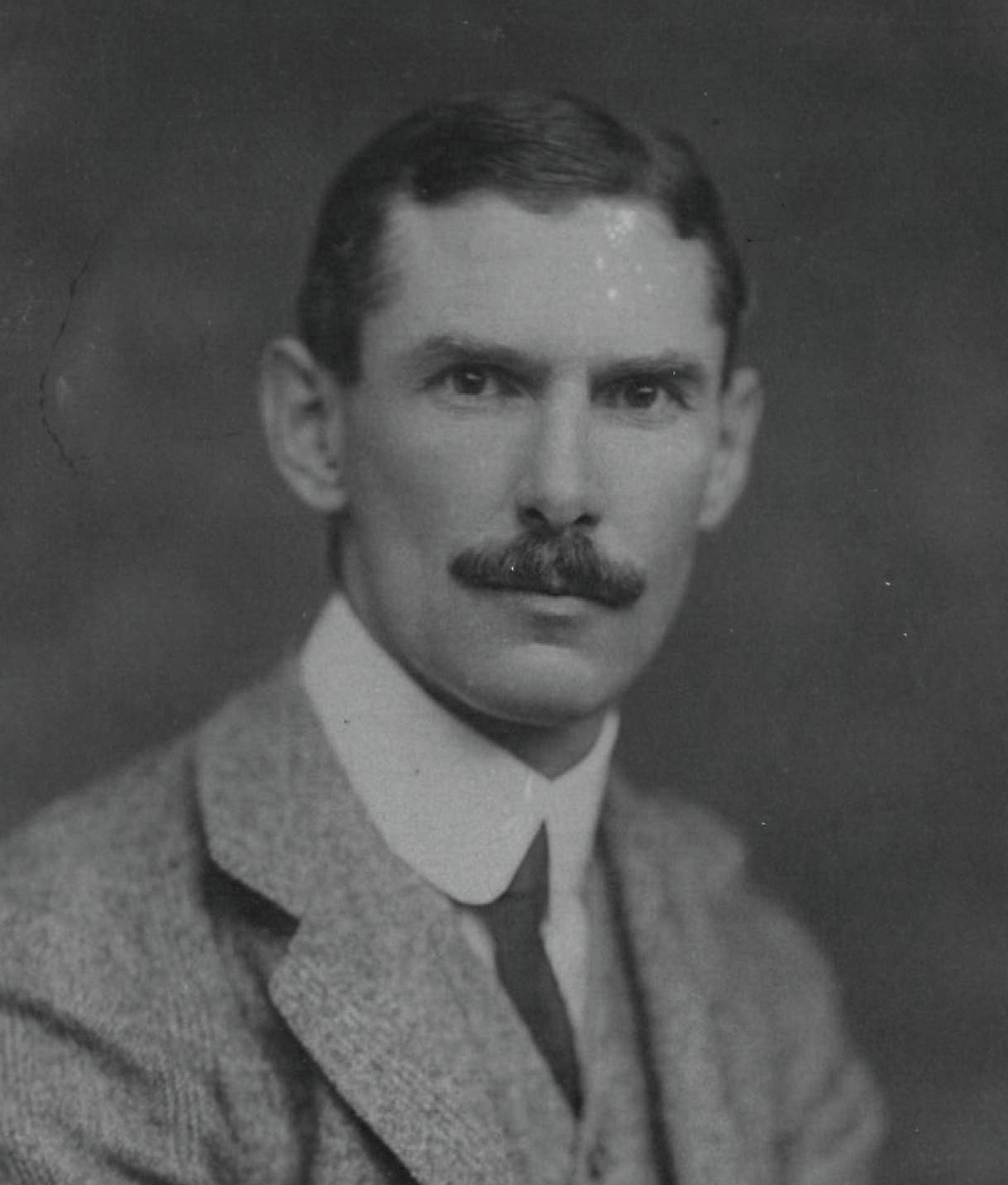
Charles Gwynn, vers 1900
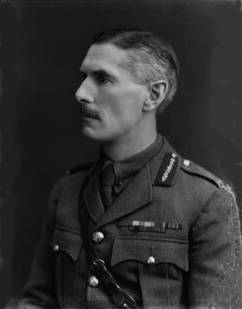
Charles Gwynn, vers 1905
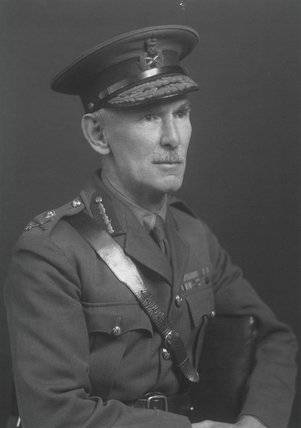
Charles Gwynn, vers 1925
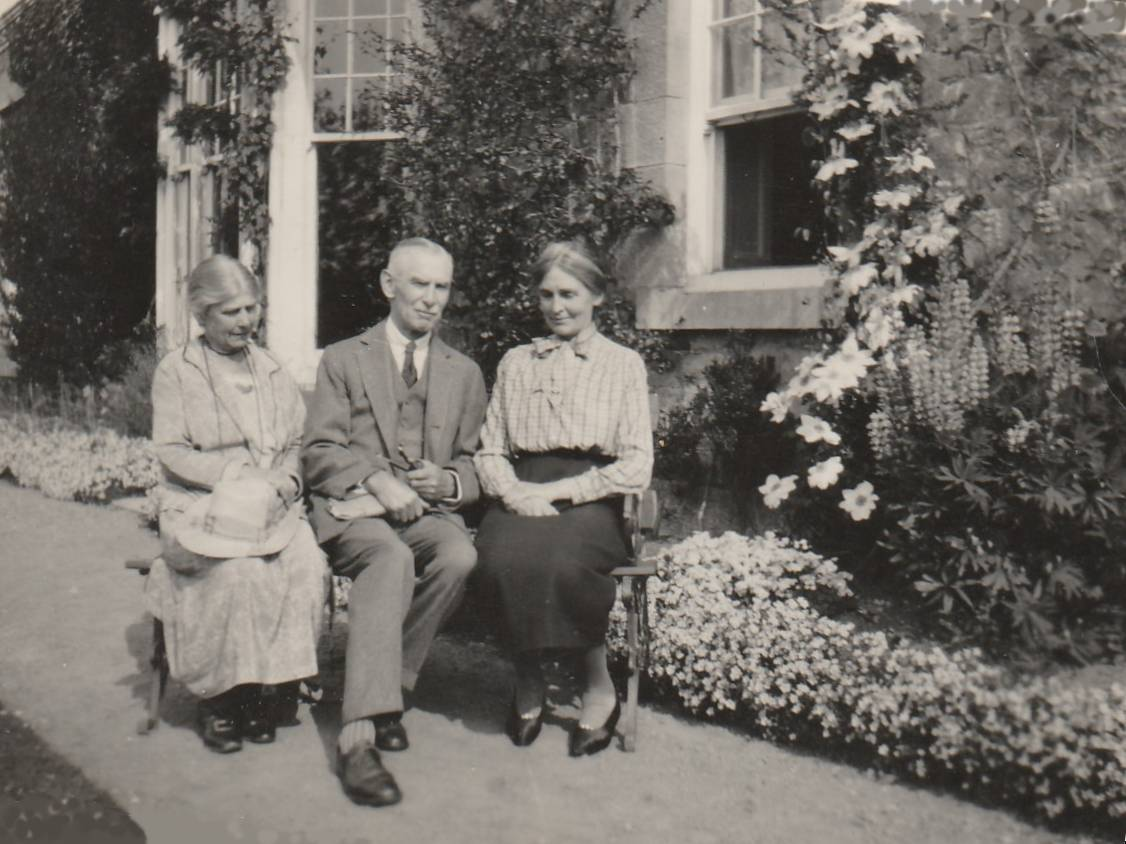
Charles Gwynn, sa sœur Lucy et sa femme Molly, vers 1939